# Mycoporum elabens
Mycoporum elabens är en lavart som först beskrevs av Schaer., och fick sitt nu gällande namn av Flot. ex Nyl. Mycoporum elabens ingår i släktet Mycoporum och familjen Mycoporaceae.   Inga underarter finns listade i Catalogue of Life.